# Geotail
Geotail es un satélite artificial japonés construido en colaboración con la NASA y lanzado el 24 de julio de 1992 desde Cabo Cañaveral mediante un cohete Delta. Su misión era la de hacer observaciones de la magnetosfera y la magnetocola terrestres. Junto con los satélites Wind, Polar, SOHO y Cluster formó parte de un esfuerzo científico denominado International Solar Terrestrial Physics (ISTP) destinado a comprender mejor la física de las relaciones entre el Sol y la Tierra.